# Bauera sessiliflora
Bauera sessiliflora är en tvåhjärtbladig växtart som beskrevs av F. Müll.. Bauera sessiliflora ingår i släktet Bauera och familjen Cunoniaceae. Inga underarter finns listade i Catalogue of Life.